# ダイダロス (スターゲイト)
ダイダロス (Daedalus)は、アメリカ合衆国制作のSFテレビドラマ『スターゲイト SG-1』および『スターゲイト アトランティス』に登場する、合衆国空軍の宇宙戦艦である。

## 概要
プロメテウスに次ぐアメリカ空軍の宇宙戦艦。ペガサス銀河での地球の主力戦艦。型番はBC-304、分類は巡洋戦艦。
艦名はギリシャ神話において、空を飛んで脱獄した名工ダイダロスにちなんだもの。
プロメテウスからの教訓を活かした設計となっている。完成度が高く地球の主力戦艦として量産されることになる。防御力や機動性はプロメテウスにくらべ優秀だが、火力が貧弱である。これは技術供給をしているアスガード側が武器の提供を拒否したためである（後にアスガードのビーム兵器が搭載される）。
又、プロメテウスでは大きかった艦橋部分も小さくなった。
転送ビームやハイパードライブなどの技術を使いこなすため、アスガードのハーミオドが搭乗していたこともある。
他の同型艦と比べるには外見だけでは比べられないが艦橋内に艦名の記された銘板がある。(ダイダロスとアポロは確認。オデッセイ、コロレフは未確認)
外見上は時期により多少の差異はあるものの外見で区別することは不可能である。(コロレフのみは船体にUSAFが彫られていない)

## クルー
艦長
スティーブン・コールドウェル大佐

## 諸元
クラス
ダイダロス級
大きさ
ゴアウルドの宇宙船であるハタク級マザーシップに相当する。
装備
- アスガード転送ビーム
- 転送リング

艦載機
- F-302×16機

兵装
- レールガン×32門
- ミサイルVLS×128セル（通常ミサイルと核ミサイル（ナクアダ核弾頭）が装填されている）
- アスガード製プラズマビーム砲×4門（オデッセイと同じ物で、後日追加装備された）

防御
- アスガードから供与されたシールドシステム
- トリニウム製船体

推進方法
- 亜光速エンジン　大型2基　小型、中型6基　後進用小型エンジン2基
- アスガード製ハイパードライブエンジン×4基

動力源
- ナクアダジェネレータ
- ゼロ・ポイント・モジュール(ZPM)

ダイダロス級は基本装備可能だが、ZPM自体の数が少ない関係上オデッセイのみ常時装備している。

## 同型艦
- 注意:ダイダロス級戦艦はコロレフ以外(後述)全て合衆国空軍の戦艦と推測できる。
- S.9第一話にてオデッセイはU.S.A.Fの文字が刻まれているため。

### オデッセイ
オデッセイ(U.S.A.F. Odyssey)は、ダイダロス級戦艦の2番艦である。艦名はギリシャ神話の登場人物で、長い苦難の旅のすえに帰郷した英雄オデュッセウスが由来。初代艦長はポール・エマーソン大佐、2代目艦長はイアン・ディビットソン大佐。
シーズン9の189話のプロメテウス撃沈以降、その任を引きつぎ地球防衛を主な任務としている。
クラスとしてはダイダロス級であるが、シーズン10の最終話ではアスガードの技術を用いた新兵器や、アスガードコア、ジャクソン博士がマーリンから得た知識で搭載したステルス装置など様々な改造がされている。シーズン10においてはダイダロスはペガサス銀河に、コロレフはオーライにより撃沈され、アポロは就役前のため、米国空軍が天の川銀河で自由に使用できる唯一の宇宙戦艦となる。

### コロレフ
コロレフ(Р.К.В. Королёв, R.F.S. Korolev)は、ダイダロス級戦艦の3番艦である。艦名はソ連のロケット技術者セルゲイ・コロリョフにちなむ。艦長はチェホフ大佐。
ロシア側が中国の圧力で、スターゲイトをアメリカに貸す期限が切れるため、それを更新する代償としてアメリカから所有権を奪った。そのため、このコロレフだけは他のダイダロス級とは違い、ロシア宇宙軍が運用している。シーズン9の20話でオデッセイと共にP3Y-229の戦いに参加するものの、オーライバトルシップに撃沈される。転送リングで脱出した者などが生き残ったがその数はわずか6名であった。艦長のチェホフ大佐もこの際に死亡した。

### アポロ
アポロ (U.S.A.F. Apollo) は、ダイダロス級戦艦の4番艦である。艦名はギリシャの太陽神アポロンが語源だが、関連語句としてアポロ計画も無視できない。艦長はアブラハム（エイブ）・エリス大佐。
『アトランティス』シーズン3の20話では、シティの直掩とアスランズ攻撃のため、マーク9ナクアダミサイル（ゲイトバスター）を9発も使用する。この作戦自体は一定の成功をみたが、この一件の報復により結果としてウィアー博士を失った。シーズン4でダイダロスやレイスなどとアスランズの母星を攻撃。アスガード製ビームを搭載していて2.3発でオーロラ級戦艦を撃沈した。
アトランティス シーズン5 20話でサン・ズーとともに地球に侵攻するスーパーハイブシップを攻撃するが、軽微な損傷を与えただけで大敗。エンジンにも損傷を受け、最寄のスターゲイトがある星まで一ヶ月かかるほどの損傷を受けた。

### ジェネラル・ハモンド
ジェネラル・ハモンド (U.S.A.F. General Hammond) は、ダイダロス級最新艦である。スターゲイトシリーズの最新スピンオフ作品『スターゲイト ユニバース』に登場した。艦長はサマンサ・カーター大佐。
元はフェニックスという艦名だったが、スターゲイト基地司令官として作中で大きな役割を果たしたジョージ・ハモンド将軍が亡くなったため、彼の功績をたたえて改名された。『スターゲイト ユニバース』第1話にてイカロス基地への輸送を行う。イカロス基地が所属不明のハタクに攻撃されたとき、イカロス基地を防衛するため応戦した。なお、この戦闘で最強兵器のアスガード製ビームを使用した描写がないが、装備されていない訳ではなく故障しているためである。
詳細はスターゲイトアトランティスの外伝小説で、このイカロス基地への任務以前にダイダロスと共にペガサス銀河での対レイス戦争に参加しており、その戦闘でハイパードライブやビーム兵器、両戦闘機ハンガーベイを失うなどの大損傷を受けていた。

### 名前のみ登場の艦
テレビ版で名前のみ登場した艦に中国が所有するサン・ズーがある。艦名は孫子にちなむと思われる。
アトランティス シーズン5 20話でアポロとともに地球に侵攻するスーパーハイブシップを攻撃するが、大破。乗員はアポロに収容された。